# Bulbophyllum sutepense
Bulbophyllum sutepense é uma espécie de orquídea (família Orchidaceae) pertencente ao gênero Bulbophyllum. Foi descrita por Robert Allen Rolfe, Dorothy Downie, Gunnar Seidenfaden e Tem Smitinand em 1961.